# 高松市立みんなの病院
高松市立みんなの病院（たかまつしりつみんなのびょういん）は、香川県高松市仏生山町に所在する市区町村立病院。旧高松市民病院（高松市宮脇町）が仏生山に新築移転し、香川診療所（高松市香川町）も統合して発足した医療機関である。香川県災害拠点病院（地域災害拠点病院）、地域医療支援病院等に指定されている。

## 診療科
- 内科
- 呼吸器内科
- 循環器内科
- 消化器内科（胃腸内科）
- 神経内科
- 小児科
- 精神科
- 外科
- 泌尿器科
- 脳神経外科
- 整形外科
- 眼科
- 耳鼻咽喉科
- 産科
- 婦人科
- リハビリテーション科
- 放射線科
- 麻酔科
- 呼吸器外科
- 形成外科
- 歯科口腔外科
- 皮膚科
- 病理診断科
- 臨床検査科
- 救急科

## 沿革

### 高松市民病院
1903年（明治36年）に高松市立伝染病院として開院し、1953年（昭和28年）に市立旭ヶ丘病院となった後、1966年（昭和41年）に高松市民病院に改称した。
- 1903年 - 高松市立伝染病院開院
- 1953年1月 - 旭ヶ丘病院開院
- 1966年4月 - 旭ヶ丘病院を高松市民病院に改称

### 香川診療所
1953年（昭和28年）に大野村、浅野村、川東村に点在し老朽化していた病院を統合して香川病院となった。しかし、常勤医の減少により2010年（平成22年）に香川診療所となった。
- 1953年7月 - 香川国民健康保険組合直営香川診療所を開設
- 1953年9月 - 香川診療所を香川病院に改称
- 1955年4月 - 香川病院を香川町国民健康保険香川病院に改称
- 2006年1月 - 香川町国民健康保険香川病院を廃止して高松市国民健康保険香川病院を開設
- 2010年4月 - 高松市国民健康保険香川病院を高松市民病院香川分院に改称
- 2010年10月 - 高松市民病院香川分院が市民病院附属香川診療所に移行

### 開院以降
- 2018年9月 - 高松市民病院と香川診療所を統合移転し、「高松市立みんなの病院」として仏生山町に開院

## 医療機関の指定・認定
（下表の出典）
| 保険医療機関                                             | 戦傷病者特別援護法指定医療機関           |
| 労災保険指定医療機関                                     | 原子爆弾被害者医療指定医療機関           |
| 指定自立支援医療機関（更生医療）                         | 原子爆弾被害者一般疾病医療取扱医療機関   |
| 指定自立支援医療機関（育成医療）                         | 第二種感染症指定医療機関                 |
| 指定自立支援医療機関（精神通院医療）                     | 公害医療機関                             |
| 身体障害者福祉法指定医の配置されている医療機関           | 母体保護法指定医の配置されている医療機関 |
| 精神保健指定医の配置されている医療機関                   | 地域医療支援病院                         |
| 生活保護法指定医療機関                                   | 災害拠点病院                             |
| 医療保護施設                                             | へき地医療拠点病院                       |
| 指定養育医療機関                                         | 臨床研修病院                             |
| 指定小児慢性特定疾病医療機関                             | 特定疾患治療研究事業委託医療機関         |
| 難病の患者に対する医療等に関する法律に基づく指定医療機関 | DPC対象病院                              |

- 救急告示病院（二次救急）[3]
- 肝疾患専門医療機関[4]
- 肝がん・重度肝硬変治療研究促進事業指定医療機関[4]
- 公益財団法人日本医療機能評価機構認定病院[5]
- このほか、各種法令による指定・認定病院であるとともに、各学会の認定施設でもある。

## 施設概要

### データ
- 敷地面積:約54,100㎡
- 延床面積:約29,160㎡
- 鉄筋コンクリート造、鉄骨鉄筋コンクリート造（一部鉄骨）、地上6階建、免震構造[6]

### 病院内施設
- エネルギー棟[7]
- 売店Green Leaves mall（院内1階）[7]

（平日）午前8時～午後6時

（土日祝）午前10時～午後3時
- 休憩スペース（院内1階）
- みんなのホール（院内1階）
- ATM（香川銀行、高松信用金庫、百十四銀行）（院内1階）午前9時～午後6時
- みんなのひろば（院内1階）[7]
- 院内保育所どんぐり（運営:株式会社チャイルドケア24）
- 第一駐車場（306台）[7][8]
- 第二駐車場（112台）[7][8]

## 交通アクセス
- 高松琴平電気鉄道琴平線「仏生山駅」下車[9]
- ことでんバス塩江線「市立みんなの病院」停留所下車[9]

## 関連施設
塩江分院